# Agen
Agen là tỉnh lỵ của tỉnh Lot-et-Garonne, thuộc vùng hành chính Aquitanien của nước Pháp, có dân số là 30.170 người (thời điểm 1999).

## Khí hậu
| Dữ liệu khí hậu của Agen (1981–2010)                      | Dữ liệu khí hậu của Agen (1981–2010) | Dữ liệu khí hậu của Agen (1981–2010) | Dữ liệu khí hậu của Agen (1981–2010) | Dữ liệu khí hậu của Agen (1981–2010) | Dữ liệu khí hậu của Agen (1981–2010) | Dữ liệu khí hậu của Agen (1981–2010) | Dữ liệu khí hậu của Agen (1981–2010) | Dữ liệu khí hậu của Agen (1981–2010) | Dữ liệu khí hậu của Agen (1981–2010) | Dữ liệu khí hậu của Agen (1981–2010) | Dữ liệu khí hậu của Agen (1981–2010) | Dữ liệu khí hậu của Agen (1981–2010) | Dữ liệu khí hậu của Agen (1981–2010) |
| Tháng                                                     | 1                                    | 2                                    | 3                                    | 4                                    | 5                                    | 6                                    | 7                                    | 8                                    | 9                                    | 10                                   | 11                                   | 12                                   | Năm                                  |
| --------------------------------------------------------- | ------------------------------------ | ------------------------------------ | ------------------------------------ | ------------------------------------ | ------------------------------------ | ------------------------------------ | ------------------------------------ | ------------------------------------ | ------------------------------------ | ------------------------------------ | ------------------------------------ | ------------------------------------ | ------------------------------------ |
| Cao kỉ lục °C (°F)                                        | 20.1 (68.2)                          | 22.3 (72.1)                          | 26.3 (79.3)                          | 30.2 (86.4)                          | 34.0 (93.2)                          | 38.8 (101.8)                         | 40.6 (105.1)                         | 41.0 (105.8)                         | 36.7 (98.1)                          | 32.0 (89.6)                          | 25.4 (77.7)                          | 21.6 (70.9)                          | 41.0 (105.8)                         |
| Trung bình ngày tối đa °C (°F)                            | 9.2 (48.6)                           | 11.3 (52.3)                          | 15.0 (59.0)                          | 17.5 (63.5)                          | 21.5 (70.7)                          | 25.0 (77.0)                          | 27.6 (81.7)                          | 27.6 (81.7)                          | 24.5 (76.1)                          | 19.6 (67.3)                          | 13.2 (55.8)                          | 9.5 (49.1)                           | 18.5 (65.3)                          |
| Tối thiểu trung bình ngày °C (°F)                         | 2.1 (35.8)                           | 2.4 (36.3)                           | 4.4 (39.9)                           | 6.6 (43.9)                           | 10.3 (50.5)                          | 13.6 (56.5)                          | 15.4 (59.7)                          | 15.3 (59.5)                          | 12.3 (54.1)                          | 9.7 (49.5)                           | 5.4 (41.7)                           | 2.8 (37.0)                           | 8.4 (47.1)                           |
| Thấp kỉ lục °C (°F)                                       | −17.4 (0.7)                          | −21.9 (−7.4)                         | −10.5 (13.1)                         | −3.9 (25.0)                          | −1.6 (29.1)                          | 2.5 (36.5)                           | 5.9 (42.6)                           | 4.7 (40.5)                           | 1.0 (33.8)                           | −5.0 (23.0)                          | −8.8 (16.2)                          | −12.1 (10.2)                         | −21.9 (−7.4)                         |
| Lượng Giáng thủy trung bình mm (inches)                   | 55.1 (2.17)                          | 52.1 (2.05)                          | 49.8 (1.96)                          | 67.6 (2.66)                          | 76.1 (3.00)                          | 58.4 (2.30)                          | 51.3 (2.02)                          | 55.0 (2.17)                          | 59.3 (2.33)                          | 64.3 (2.53)                          | 63.4 (2.50)                          | 59.8 (2.35)                          | 712.2 (28.04)                        |
| Số ngày giáng thủy trung bình (≥ 1.0 mm)                  | 9.9                                  | 8.3                                  | 9.0                                  | 10.8                                 | 10.6                                 | 8.1                                  | 6.3                                  | 7.1                                  | 7.9                                  | 9.5                                  | 10.0                                 | 9.8                                  | 107.1                                |
| Số ngày tuyết rơi trung bình                              | 1.3                                  | 1.2                                  | 0.5                                  | 0.2                                  | 0.0                                  | 0.0                                  | 0.0                                  | 0.0                                  | 0.0                                  | 0.0                                  | 0.5                                  | 1.1                                  | 4.8                                  |
| Độ ẩm tương đối trung bình (%)                            | 89                                   | 85                                   | 79                                   | 77                                   | 77                                   | 75                                   | 73                                   | 76                                   | 79                                   | 86                                   | 90                                   | 91                                   | 81.4                                 |
| Số giờ nắng trung bình tháng                              | 77.5                                 | 110.1                                | 172.6                                | 182.3                                | 213.6                                | 232.1                                | 255.4                                | 242.3                                | 204.9                                | 138.2                                | 84.0                                 | 69.4                                 | 1.982,4                              |
| Nguồn 1: Météo France                                     |                                      |                                      |                                      |                                      |                                      |                                      |                                      |                                      |                                      |                                      |                                      |                                      |                                      |
| Nguồn 2: Infoclimat.fr (độ ẩm, ngày tuyết rơi, 1961–1990) |                                      |                                      |                                      |                                      |                                      |                                      |                                      |                                      |                                      |                                      |                                      |                                      |                                      |

## Các thành phố kết nghĩa
- Dinslaken, Đức

## Những người con của thành phố
- Francis Cabrel, nhạc sĩ
- Bernard Germain Étienne Médard de La Ville-sur-Illon, comte de La Cépède, nhà nghiên cứu tự nhiên
- Stephane Rideau, diễn viên
- Joseph Justus Scaliger, một trong những học giả vĩ đại nhất của nửa sau thế kỷ 16
- Michel Serres, triết gia